# 加拿大無政府主義
加拿大无政府主义思潮在发展过程中出现了许多分支，比如無政府共產主義、綠色無政府主義、无政府工团主义、個人無政府主義。加拿大的无政府主义思潮过去一直受到大不列顛島和歐洲大陸无政府主义思潮影响，不过近期其更多地聚焦于北美洲原住民。目前，无政府主义者仍然是媒体报道加拿大反全球化抗议活动的焦点，特别是因为他们会上街对抗警察，破坏公共财物。

## 历史

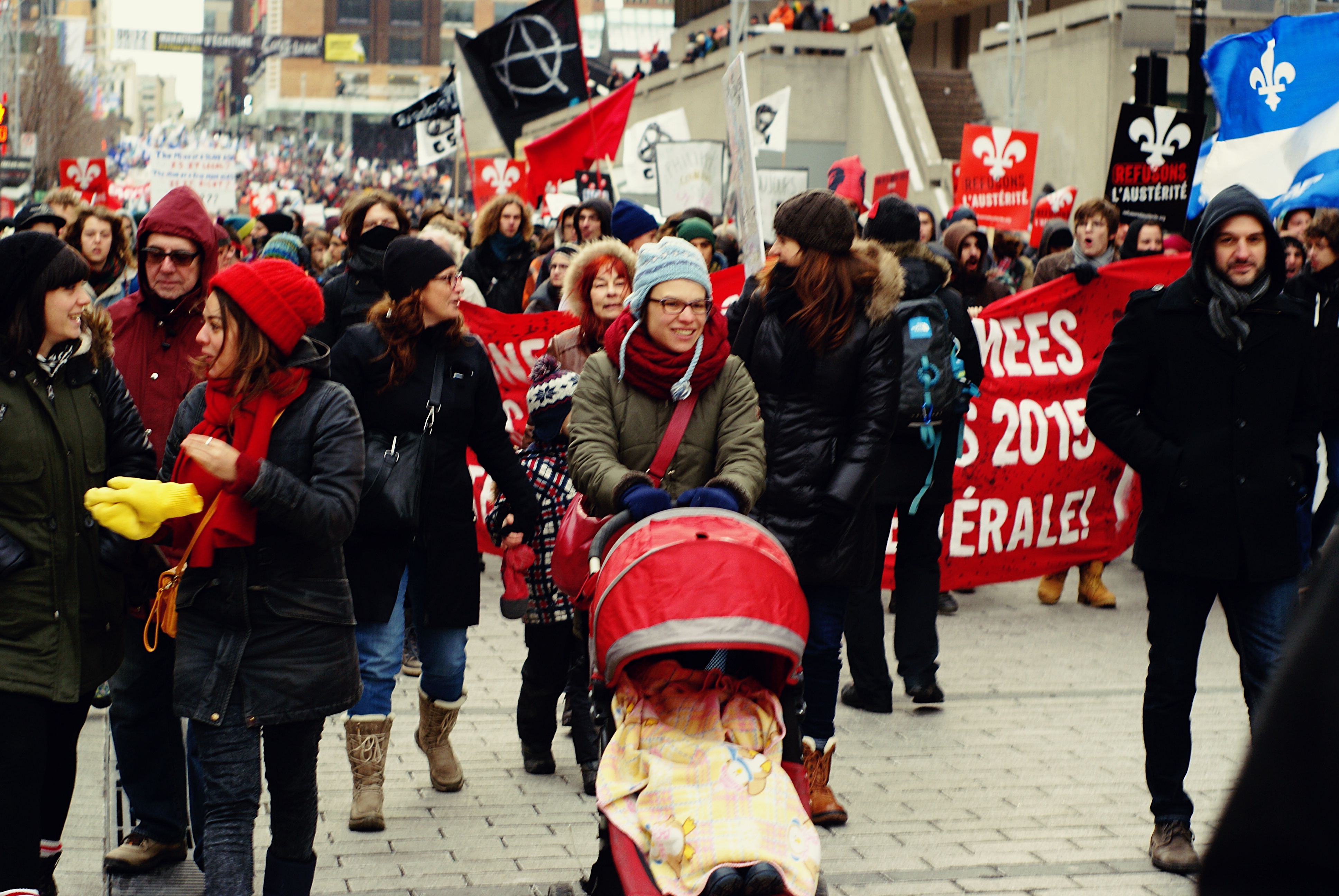
魁北克省聚集的无政府主义者

历史上，虽然加拿大的大城市中存在诸多小规模的无政府主义团体，但却从未有过大量民众支持无政府主义的场景。在西部诸省（特别是萨斯喀彻温省），由于政府触角有限，居民需要自发地组织社区修理基建，维护道路、建造桥梁、建造学校、组织团体活动。彼得·阿列克谢耶维奇·克鲁泡特金曾组织杜克霍博尔（拒绝承认国家的俄罗斯基督徒）前往萨斯喀彻温省定居。
多伦多的媒体小组（The Media Collective）成立于1994年，致力于游击表演及提供免费的素食。其子团体安那其组织通讯反对新自由主義蔓延及硅谷对资本主义的看法，并会通过给工会提供通讯后勤和警察动向报告的方式以示反对。

## 无政府主义工程
加拿大有许多长期存在的无政府主义工程。当地不仅有环保和反贫困直接行动团体建设的工程，也有互助团体、学习小组或基于咖啡厅的工程。
加拿大无政府主义者的实践至少包括：蒙特利尔的叛逆书屋（成立于2004年，取代了此前的另类书屋）、渥太华的流亡者信息商店（成立于2007年）。当地的无政府主义者亦会举办书展及其他各种活动。蒙特利尔、多伦多、温尼伯等地皆有无政府主义者举办的书展。2015年，維多利亞无政府主义书展举行了十周年庆祝活动。

## 扩展阅读
- Panneton, Daniel. . TVOntario. 2020-11-10  [2020-11-29]. （原始内容存档于2020-11-25） （英语）.